# Communauté de communes Luberon Durance Verdon
Pour l’article homonyme, voir Luberon.
La communauté de communes Luberon Durance Verdon est une ancienne communauté de communes française, située dans les départements des Alpes-de-Haute-Provence et du Var.

## Composition
La communauté de communes contenait les communes suivantes :
| Nom                     | Code Insee | Gentilé          | Superficie (km2) | Population (dernière pop. légale) | Densité (hab./km2) |
| ----------------------- | ---------- | ---------------- | ---------------- | --------------------------------- | ------------------ |
| Manosque (siège)        | 04112      | Manosquins       | 56,73            | 21 941 (2014)                     | 387                |
| Allemagne-en-Provence   | 04004      | Allemagniens     | 32,99            | 525 (2014)                        | 16                 |
| Brunet                  | 04035      | Brunetois        | 28,47            | 261 (2014)                        | 9,2                |
| Esparron-de-Verdon      | 04081      | Esparronnais     | 34,20            | 422 (2014)                        | 12                 |
| Gréoux-les-Bains        | 04094      | Gryséliens       | 69,46            | 2 645 (2014)                      | 38                 |
| Montagnac-Montpezat     | 04124      | Montagnacais     | 34,18            | 418 (2014)                        | 12                 |
| Montfuron               | 04128      | Montfuronnais    | 18,88            | 211 (2014)                        | 11                 |
| Puimoisson              | 04157      | Puimoissonnais   | 35,44            | 742 (2014)                        | 21                 |
| Quinson                 | 04158      | Quinsonnais      | 28,11            | 443 (2014)                        | 16                 |
| Saint-Laurent-du-Verdon | 04186      | Saint-Laurennais | 8,89             | 91 (2014)                         | 10                 |
| Saint-Martin-de-Brômes  | 04189      | Saint-Martinômes | 21,09            | 576 (2014)                        | 27                 |
| Valensole               | 04230      | Valensolais      | 127,77           | 3 206 (2014)                      | 25                 |
| Vinon-sur-Verdon        | 83150      | Vinonnais        | 36,00            | 4 218 (2014)                      | 117                |

## Les présidents de la communauté de communes

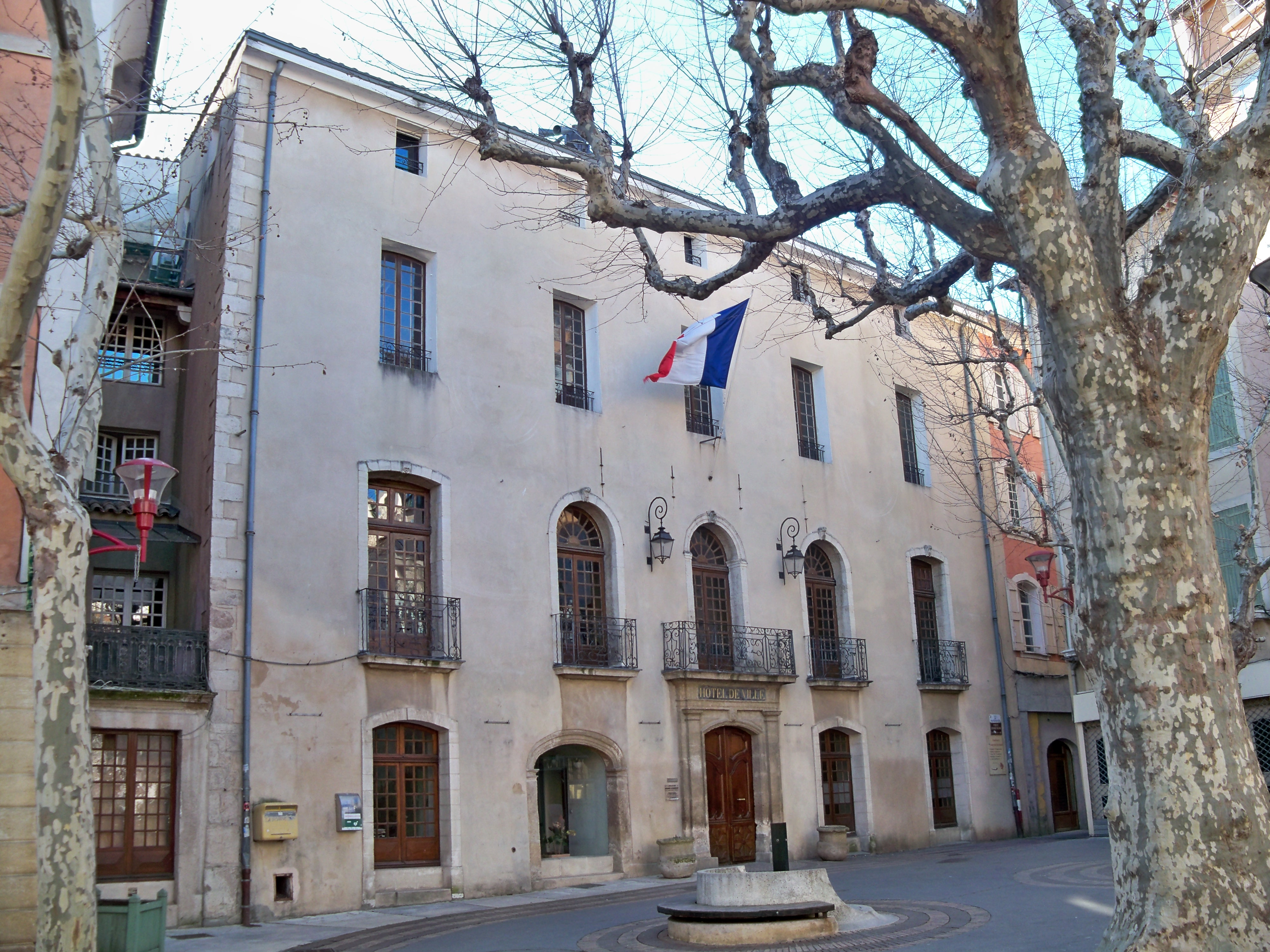
Hôtel de Ville de Manosque,
siège de la CCLDV

| Période | Période | Identité                | Étiquette | Qualité                          |
| ------- | ------- | ----------------------- | --------- | -------------------------------- |
| 2002    | 2008    | Vincent La Rocca        | UMP       | Ancien maire de Gréoux-les-Bains |
| 2008    | 2013    | Bernard Jeanmet-Péralta | UMP       | Maire de Manosque                |

## Historique
- La communauté de communes Luberon Durance Verdon a été créée le 26 novembre 2002 et était composée de 3 communes (Manosque, Gréoux-les-Bains et Saint-Martin-de-Brômes).
- Le 26 novembre 2005, c'est au tour des communes de Vinon-sur-Verdon (commune du Var) et Montfuron de la rejoindre.
- Le 1er janvier 2009, Allemagne-en-Provence, Brunet, Esparron-de-Verdon et Valensole font de même.
- Le 1er janvier 2010, Puimoisson, Montagnac-Montpezat et Saint-Laurent du Verdon rejoignent la CCLDV.
- Le 1er janvier 2011, Quinson rejoint la CCLDV.
- Le 1er janvier 2013, la communauté de communes fusionne avec la communauté de communes Intercommunalité du Luberon Oriental et la communauté de communes Sud 04 pour créer Durance-Luberon-Verdon Agglomération.

## Sources
- le Splaf (Site sur la Population et les Limites Administratives de la France)
- Base Aspic (Accès des Services Publics aux Informations sur les Collectivités)